# Panenka Chucky
Panenka Chucky neboli Charles Lee Ray je postava z hororů Dětská hra, Dětská hra 2, 3 a dalších filmů.
Chucky, celým jménem Charles Lee Ray je sériový vrah, posedlý získat neomezenou moc, a to prostřednictvím magie voodoo. Byl zabit při pokusu o zatčení v hračkářství, ale podařilo se mu přesunout svou duši do panenky, aby se pomstil svým vrahům – policistovi Mike Norrisovi (Chris Sarandon), a svému komplici Eddie Caputovi, který ho zradil. Dostává se k malému chlapci Andymu, který brzy zjistí že panenka "žije", ale nikdo mu to nevěří. Chucky v průběhu trilogie brutálně zavraždí mnoho lidí.

## Filmografie
- Dětská hra (1988)
- Dětská hra 2 (1990)
- Dětská hra 3 (1991)
- Chuckyho nevěsta (1998)
- Chuckyho sémě (2004)
- Chuckyho kletba (2013)
- Chuckyho kult (2017)
- Dětská hra (2019) – remake prvního filmu série z roku 1988